# Exèrcit traci

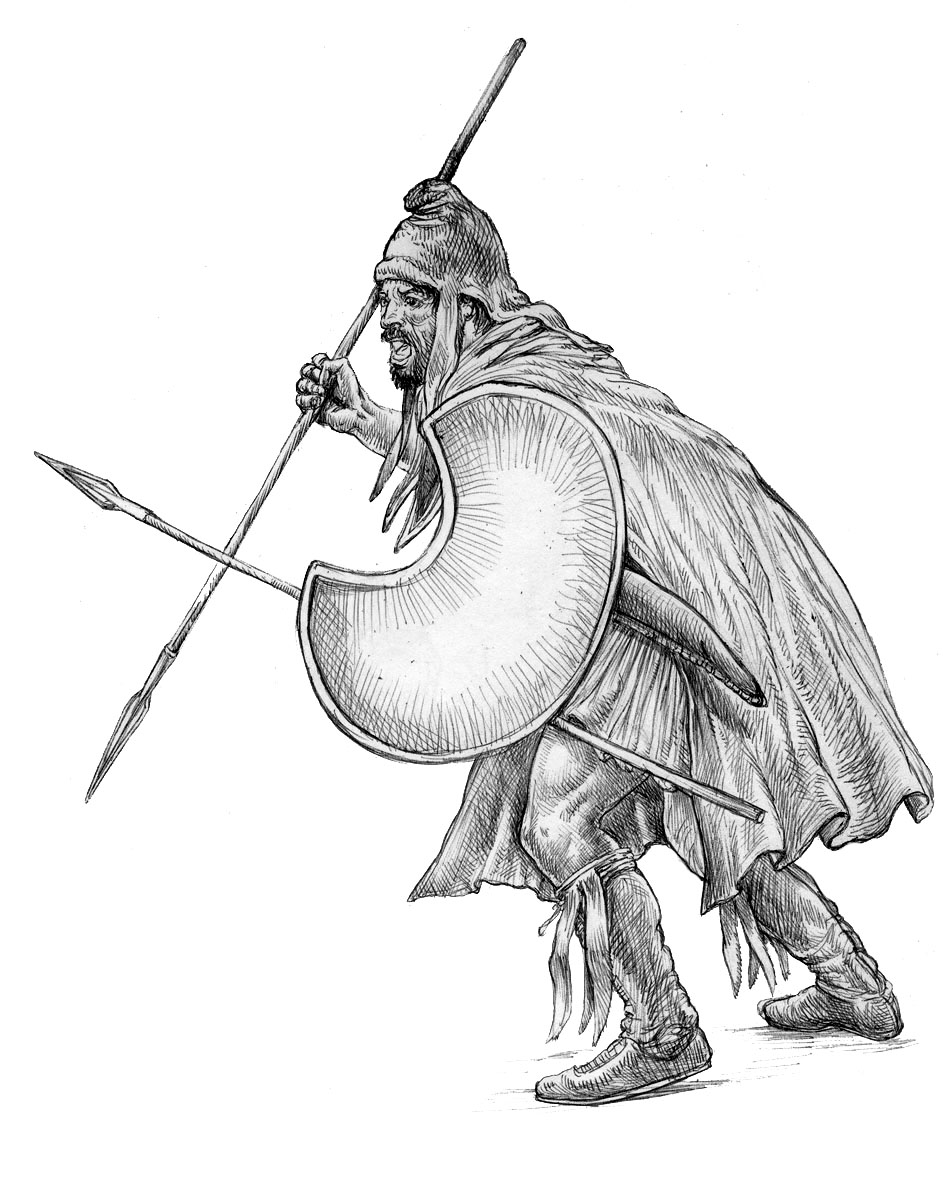
Peltasta tràcia del a.

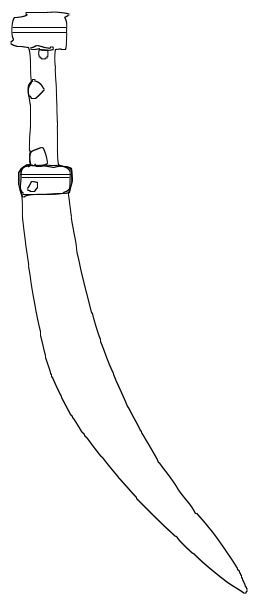
El Sica, l'arma nacional dels Tracis

La història de l'Exèrcit traci s'estén des del segle x aC fins al segle i a la regió definida pels historiadors grecs i llatins com Tràcia. Fa referència als conflictes armats de les tribus Tràcies i els seus regnes als Balcans. A part de conflictes entre les tribus Tràcies i les nacions i regnes veins es van registrar nombroses guerres entre tribus tràcies.

## Mitologia
Existeixen referències de tracis que participen en els conflictes armats que succeeixen a la Iliada d'Homer i a la mitologia grega. El grec Temenids va desallotjar als tracis de Pieria (després Macedònia). El Tracis, destacats guerrers es van convertir en aliats de Troia, van venir de la costa de l'Egeu. A la Odisea només hi ha una referència als tracis, la de Cicones a la costa, però son febles.
El Tracis eren una cultura particularment ferotge en termes de violència i conflicte i, per tant, van aparèixer a la mitologia grega, particularment associada a les seves històries de conflictes. El déu de guerra Ares es deia que havia nascut a Tràcia, on també era força venerat; a diferència de la seva revulsió per molts altres ciutats estat balcàniques. Homer explica en el llibre de l'Odissea que un avergonyit Ares es va retirar entre els seus seguidors tracis quan va quedar atrapat per la seva aventura amorosa amb la deessa Afrodita i els dos van ser capturats ràpidament per Hefest.

## Guerres tribals
Les tribus tràcies van lluitar entre elles i es van aliar amb els grecs contra tribus de la seva ètnia. Els aliats amb els grecs van ser més civilitzats i es van establir en assentaments al llarg de la costa tràcia. Les tribus interiors es coneixien com a salvatges, tot i conservant els seus hàbits bàrbars fins a l'època romana. A causa dels conflictes constants, aquestes tribus van estar fàcilment conquerides per l'egipci Sesostris, els Teucres, Misis, i, finalment pels perses sota Darius el Gran. Les guerres tribals sostingudes pels tracis també van esdevenir un poder regional important a causa de la manca d'un govern central.
Al l'inici de la Guerra del Peloponès, els Tracis les tribus tràcies es van unir sota el comandament de Sitalces, rei del Odrisis. Aquest es va aliar amb Atenes durant el conflicte. No obstant això, el regne es va tornar a dividir en diferents parts després de la mort del rei Seutes I. Va ser durant aquest temps que Filip II de Macedònia va conquerir un gran part de Tràcia, absorbint el territori i les seves tribus a Macedònia.

## Regnes

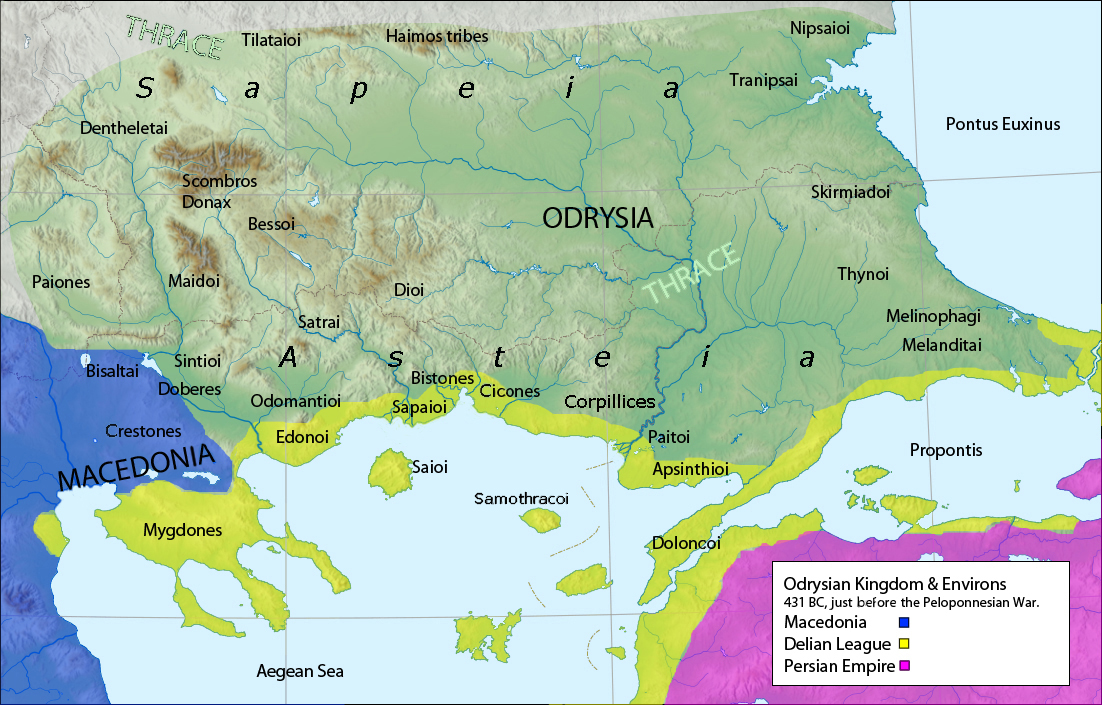
Mapa del Regne dels Odrisis

El Regne dels Odrisis (grec Antic, "Βασιλεία Όδρυσων") va ser una unió de tribus Tràcies que es va desplegar entre els segles V aC i el III aC. L'estat Odrisi va ser el primer regne traci que va adquirir poder a la regió, per la unificació de moltes tribus tràcies sota un únic governant, el rei Teres en el segle v aC. Es va involucrar en guerres i conflictes militars contra els romans, colònies gregues, el regne de Macedònia i el Diàdoc, l'Imperipersa, el regne Paeonia, els regnes Dacis, Celtes, Escites i les tribus dels Tracis. De vegades es va aliar amb diverses tribus gregues antigues o ciutats estat gregues. Durant la guerra del Peloponès, els tracis eren els aliats d'Atenes. Així doncs, els tracis van lluitar amb els Atenencs i Macedonis contra les forces Espartanes. Generals grecs com Iphicrates i Caridem d'Eubea van lluitar també pels Odrisis. Els Tracis van servir els reis Escites en el 310 aC. La força militar odrisiana es fonamentava en les elits intra-tribals, fent que el regne fos propens a la fragmentació. Tot i que el regne era ric, una proporció gran dels seus ingressos eren en espècie, i les parts adequades havien de ser pagades als caps tribals. L'exèrcit va ser majoritàriament alimentat i pagat per saquejar. Sitalces va ser capaç d'aixecar un exèrcit presumptament 150.000 soldats per la seva invasió de Macedònia el 429 aC, però aquests factors econòmics i polítics (més a l'inici de l'hivern) van fer que aquest exèrcit només es mantingués durant sis setmanes i que qualsevol conquesta tràcia fos efímera.
El Sapais van governar Tràcia després dels Odrisis, fins a la seva incorporació a l'Imperi Romà com a província. Tràcia es va convertir en un estat client de Roma l'11 aC i va ser annexionat el 46 dC.

## Tipologia i organització de les tropes tràcies

### Infanteria i Cavalleria
Tràcia va tenir el potencial d'aplegar un gran nombre de tropes, però això rarament es va produir. Per tradició, els tracis van honorar els guerrers i, segons Heròdot, van menysprear totes les altres ocupacions. Els tracis va lluitar amb peltastes utilitzant javelines i escuts de mitja lluna o vimets anomenats pelta. També van afavorir el combat amb armes de míssils, però alhora van utilitzar armes de combat cos a cos. Aquestes armes de combat properes, van variar des de la temuda rhomphaia a les claves (utilitzades per copejar els caps de les llances a l'Anabasis de Xenofont per Thinis), eixos d'una o dues cares, arcs, ganivets, llances, acínaces i espases llargues. Els tracis van evitar les armadures i les gamberes i van lluitar de forma el més lleugera possible, afavorint la mobilitat per sobre d'altres trets, i van excel·lir com a cavallers. El sica va ser considerat la seva arma nacional. Els tracis Bitinis havien contribuït amb un nombre de 6.000 homes (60.000 segons Heròdot) en la campanya de Xerxes I de Pèrsia el 480 aC però, en general, van resistir l'ocupació persa i es van tornar contra l'exèrcit de Mardoni quan es va retirar. Els tribal·lis utilitzaven sovint equipament Escita i Celta. Els tracis van decorar sovint els seus cossos amb tatuatges com els Illiris i els Dacis.
Tucídides escriu sobre les seves tàctiques d'infanteria quan son atacats per la cavalleria tebana:
"enfrontar-se i tancar files segons la tàctica del seu país"
Arrià va escriure sobre una tàctica amb carros.

#### Període Arcaic
Un tirador de javelina traci, tindria un escut de vimet creixent i un parell de javelines. Aquest tipus de tropes van persistir en el període clàssic i hel·lenístic. No es van utilitzar grups organitzats de llancers o llançadors de javelina.

#### Període Clàssic

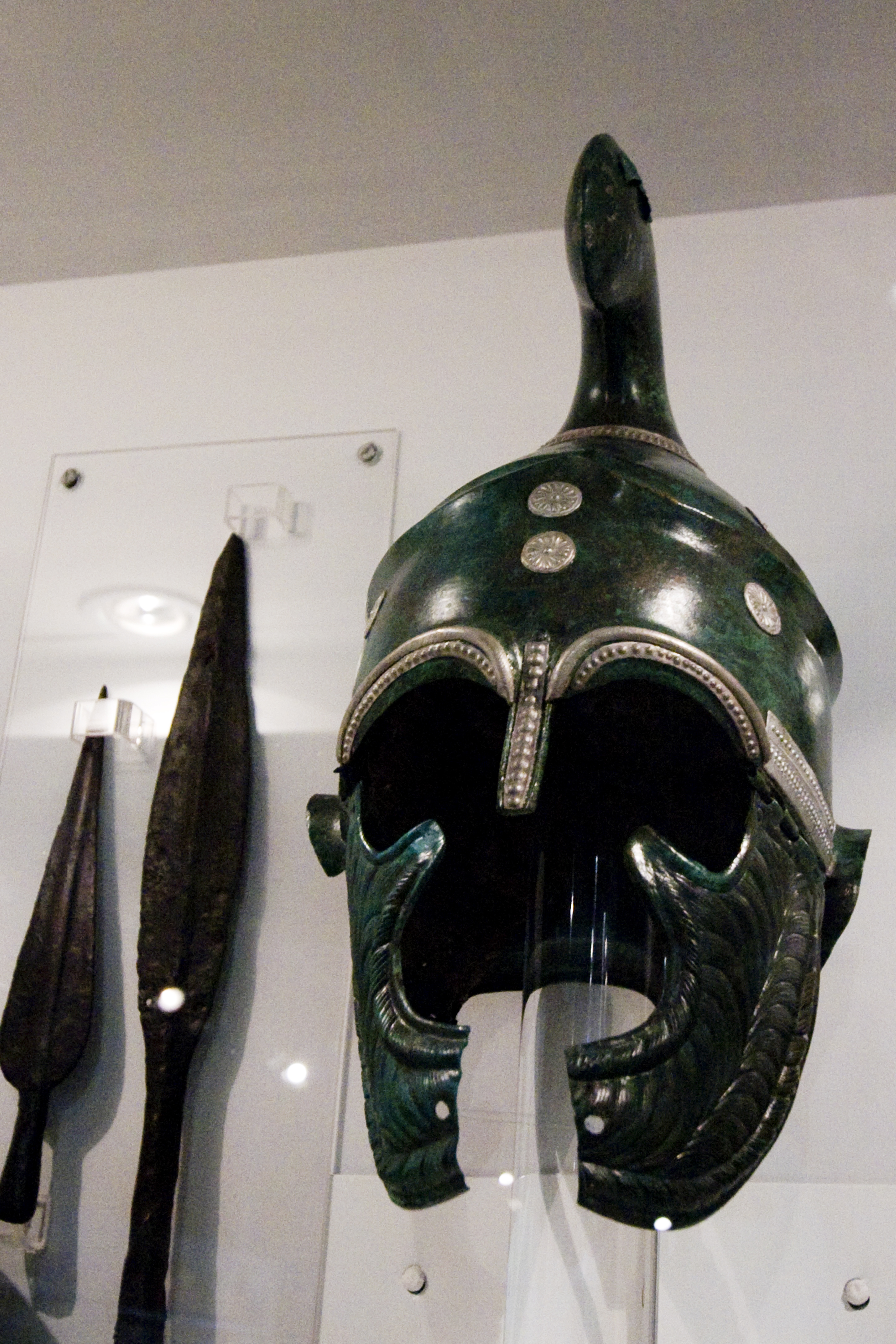
Casc de tipus frigi o traci. Inusualment té un forat nasal en lloc del pic habitual.

Al segle iv aC, les tropes d'infanteria i cavalleria van començar a usar cascos (alguns de cuir) i algunes peltastes és veien amb gamberes.
Les armes principals del segle iv aC (així com abans) eren la llança i el ganivet curt.
L'armadura, quan estava disponible (per la noblesa), era en principi de cuir o bronze però l'armadura de ferro va començar aparèixer en el segle iv aC.
La cavalleria tràcia portava armadura de pell o sense, i estaria formada per javelines, un arc o una llança. Només la cavalleria reial portaria armadura. Es van utilitzar posteriorment escuts ovalats i peltastes (fins i tot per la cavalleria pesant). La cavalleria tràcia era nombrosa. També va ser llegendaria pel seu poder de combat, ja que Filip de Macedònia va adoptar la seva formació en forma de falca per a les maniobres de cavalleria macedònies.
El tipus de casc utilitzat principalment era el casc calcidi (se n'han trobat mes de 60) i, en menor mesura, el casc corinti (se n'ha trobat un), casc frigi, casc àtic i casc escita (un casc obert al rostre) amb molts tipus híbrids. Hem de tenir en compte que no s'ha trobat un únic casc il·liri en els Balcans orientals.

#### Període Hel·lenístic
La infanteria tràcia (segle iii aC - segle i aC) podria brandar un ganivet o una espasa, una rufàia, un casc, dues javelines i un escut ovalat de fusta (o un tireós més gruixut de ferro i espines). Cap infanteria tràcia portava gamberes fins al segle iv aC. Posteriorment es van començar a utilitzar els tipus nadius i grecs, sent el tipus grecs el més rar. Els tracis van utilitzar equips i armadures mixtes tràcies i gregues de diferents períodes, fins al punt de portar armadures que deixaven de ser usades en un altre lloc. Aquesta pràctica es feia fins i tot en l'era clàssica. Posteriorment van adoptar armaments romans.

### Mercenaris tracis
Els tracis eren molt buscats com a mercenaris a causa de la seva ferocitat en la batalla, però eren temuts per la seva tendència a saquejar. Els mercenaris tracis van tenir un paper important en els afers entre atenencs i espartans. Els Odomants van ser descrits com a mercenaris cars. Es dona el cas que en el 413 aC, els mercenaris Dii eren tan cars de pagar que després d'haver perdut el vaixells a Sicília els atenencs els va enviar a casa. També van ser contractats ocasionalment pels Perses. Cressus havia contractat molts espases de tràcia per a l'exèrcit de Lidia. També van servir en els exèrcits republicans romans i mitrídats, així com en els exèrcits de la Diàdocs. Proporcionaven fins a un terç de la cavalleria en exèrcits macedonis i fins a un cinquè de la seva infanteria (generalment com a aliances o aliats en lloc de mercenaris). Més tard van formar un de les nacionalitats més importants en l'exèrcit Romà, que van aportar fins a 20.000 soldats en qualsevol moment a les unitats auxiliars durant el primer imperi.

### Noblesa
Un capità traci podia tenir accés a armadura i cascs. Podia estar equipat amb un casc calcidi, un peto (aquest tipus d'armadura rarament es troba fora de Creta i només s'ha trobat a Tràcia, com una cuirassa tipus campana) amb un mitrai (un plat subjectat al tors de la cuirassa per protegir l'abdomen) una peltasta de vimet, dues javelines i una espasa. L'armadura del cos estava restringida als nobles i als comandants de l'exèrcit. L'armadura grega s'utilitzava a Tràcia abans de l'edat clàssica. Els nobles de vegades tenien pectorals en els seus abdòmens com a signe de rang.

### Armada
Hi hi va haver cap marina tràcia però hi va haver casos de tracis que feien pràctiques de pirateria. Les ciutats gregues de la costa que van pagar tributs als reis tracis, de vegades els proporcionaven vaixells.

## Fortificacions
Tot i que els tracis intentaven construir només una polis, tenien forts a turons construïts com a llocs de refugi. Els pobles tracis tenien fortificacions rudimentàries com exposa el testimoni de Xenofont a la seva Anabasis. Tàcit en els seus Annals descriu un atac Romà contra un fort en un turó. Hi havia molts fortins tracios i alguns estaven habitats. Altre forts tracis es troben en ciutats com Hellis i Kabyle.

## Influències externes

### Escites
Les acínaces escites,selles i els arquers a cavall i els casc escites van ser l'equipament formalment conegut com a tipus Kuban. Era un casc de bronze de cara oberta que es va situar a mig camí (com una gorra) i tenia solapes de cuir amb plaques de bronze cosides que protegien la part posterior del cap, incloent el clatell i els costats de la cara. La falca de cavalleria escíta havia estat adoptada per la cavalleria tràcia. Malgrat el poder del Odrisis, exceptuant els regnats de Teres i Sitalces, els tracis encarfa eren mes dèbils que els escites militarment. Van adoptar una armadura a escala, així com una armadura metàl·lica composta. La tribu tràcia mes al nord, els Getai, era tan similar als escites que sovint es confonien amb ells. Els reis tracis d'Odrisia van signar tractats i matrimonis reials amb els escites. El nom reial Spartokos (Espàrtac) és compartit entre una reialesa tràcia i alguns reis de escites de Crimea.

### Celtes
La guerra tràcia es va veure influenciada pels Celtes en diverses formes, com l'adopció de certes espases llargues, tot i que no hauria estat una influència comuna per a tots ells. Els tribal·lis haurien adoptat l'equipament Celta. Una altra arma, el sica va ser cridat espasa tràcia (grec antic,"Θρακικον ξίφος") encara que no es va originar a partir d'aquí, malgrat el seu ús popular (es considerava la seva arma nacional). L'origen de l'espasa hauria estat la Cultura de Hallstatt i el tracis podien haver-la adoptada o heretada.

### Hel·lenes i Hel·lenístiques

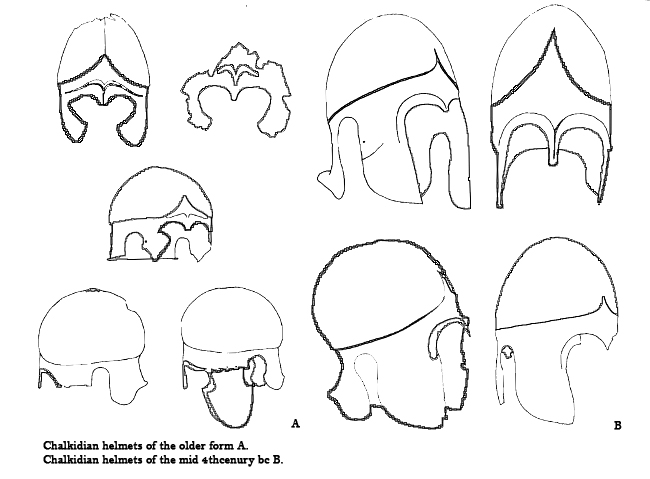
Cascs calcidis portats per tracis, mitjans-segle IV aC i altres figures mes antigues.

Grècia va influir en l'exèrcit traci amb els xifos i altres espases, tipus gamberes gregues, varietat de cascs i altres equipaments. Durant el període d'hel·lenístic es van adoptar altres armaments grecs. Seutes II va adoptat una tàctica grega per una marxa nocturna (encara que les marxes i els atacs nocturns eren una tàctica favorita dels tracis). Els Reis tracis, van ser els primers en ser Hel·lenitzats.

### Romanes
Els tracis dels estats-client romansvan utilitzar equipament Romà. A partir de l'11 aC cap endavant, els tracis començarien a semblar-se als legionaris romans. Els tracis de Moesia, Dacia i el Nord van ser romanizats.

## Bàrbars
Els tracis eren considerats uns guerrers ferotges, salvatges i sanguinaris. Pels grecs i romans eren vistos com a "Bàrbars". Plató a la seva República els considera, juntament amb els Escites, extravagants i de gran esperit; i en les seves Lleis els considera una nació guerrera, agrupant-los amb celtes, perses, escites, ibers i cartaginesos. Polibi va escriure que el personatge senzill i serè de Cotys caràcter era diferent a la resta de tracis. Tàcit, en els seus Annals escriu que eren salvatges, impacients, i desobedient fins i tot amb els seus propis reis. Poliè i Estrabó van escriure com els tracis trencaven els seus pactes de treva. El tracis atacaven amb les seves armes abans de la batalla i feien atacs nocturns. Diegylis va ser considerat un del més caps militars mes rellevants de Diodor de Sicília. Un club atenenc per a joves anàrquics va rebre el nom de tribal·lis. Els Dii van ser responsables de les pitjors atrocitats en la Guerra del peloponès, matant tots éssers vius, incloent nens i gossos, a Tanagra i Micalé. Els tracis ensartaven els caps romans sobre les llances i romfees com en la batalla de Cal·lnic el 171 aC. Heròdot escrivi que "venen els seus fills i deixen que les seves dones es venguin amb els homes que vulguin".

## Llista de batalles tràcies
Aquesta és una llista de batalles o conflictes en què els tracis van tenir un paper cabdal, normalment com a mercenaris.
- Segle VI aC Imperi persa contra tribus tràcies, derrota tràcia[1]
- 401 aC Clearc d'Esparta contra tracis, derrota tràcia[22]
- 376 aC Càbries contra tracis, derrota tràcia[11]
- 331 aC Antípater contra Memnó de Rodes i Seutes III de Tràcia, derrota tràcia i de rodes.[67]
- 323 aC Lisímac contra Seutees III, derrota tràcia[67]
- 279 aC Gals contra Seutòpolis, derrota tràcia[12]
- 214 aC tracis contra Tylis, victòria tràcia[12]
- 110 aC Minucius Rufus contra Bessi i Escordiscs, derrota tràcia[68]
- 7 dC Marcus Valerius Messalla Messallinus, Germànic i Rhoemetalces I contra Dalmàcia i Pannònia, victòria de Marcus Valeurius, no se sap durant quant de temps va participar Remetalces I.